# José de Jesús Adolfo Tortolero Langarica
José de Jesús Adolfo Tortolero Langarica es un profesor e investigador mexicano, enfocado en ciencias relacionadas con arrecifes coralinos y esclerocronología.

## Trayectoria
Realizó sus estudios de doctorado en la Universidad de Guadalajara sobre Ciencias en Biosistemática, Ecología y Manejo de Recursos Naturales. Colaboró en el Laboratorio de Esclerocronología de Corales Arrecifales de la Unidad Académica de Sistemas Arrecifales en Puerto Morelos del Instituto de Ciencias del Mar y Limnología de la Universidad Nacional Autónoma de México. Además fue docente en el Laboratorio de Zoología Marina del Tecnológico Nacional de México, sede Bahía de Banderas.
Participó con el Centro de Investigación de la Isla y Observatorio del Medio Ambiente a realizar una expedición científica sobre el impacto ambiental en la Isla Clipperton, localizada en el Océano Pacífico norte.

## Publicaciones
Publicó un capítulo sobre arrecifes y comunidades coralinas en el Primer Reporte del Estado del Ciclo del Carbono en México, Agenda Azul y Verde. Ha escrito en diversas revistas académicas sobre ciencias marinas como Ocean and Coastal Management, Journal of experimental Marine Biology and Ecology, PeerJ, Marine Environmental Research y Frontiers in Marine Science. 

## Premios y reconocimientos
- En 2019, obtuvo un premio en la categoría Fauna en los Premios Latinoamericanos Verde en Bogotá, con el proyecto Programa de Restauración Coralina: acciones locales para impactos globales.[1][5]